# Ficelle (pain)
Pour les articles homonymes, voir ficelle.

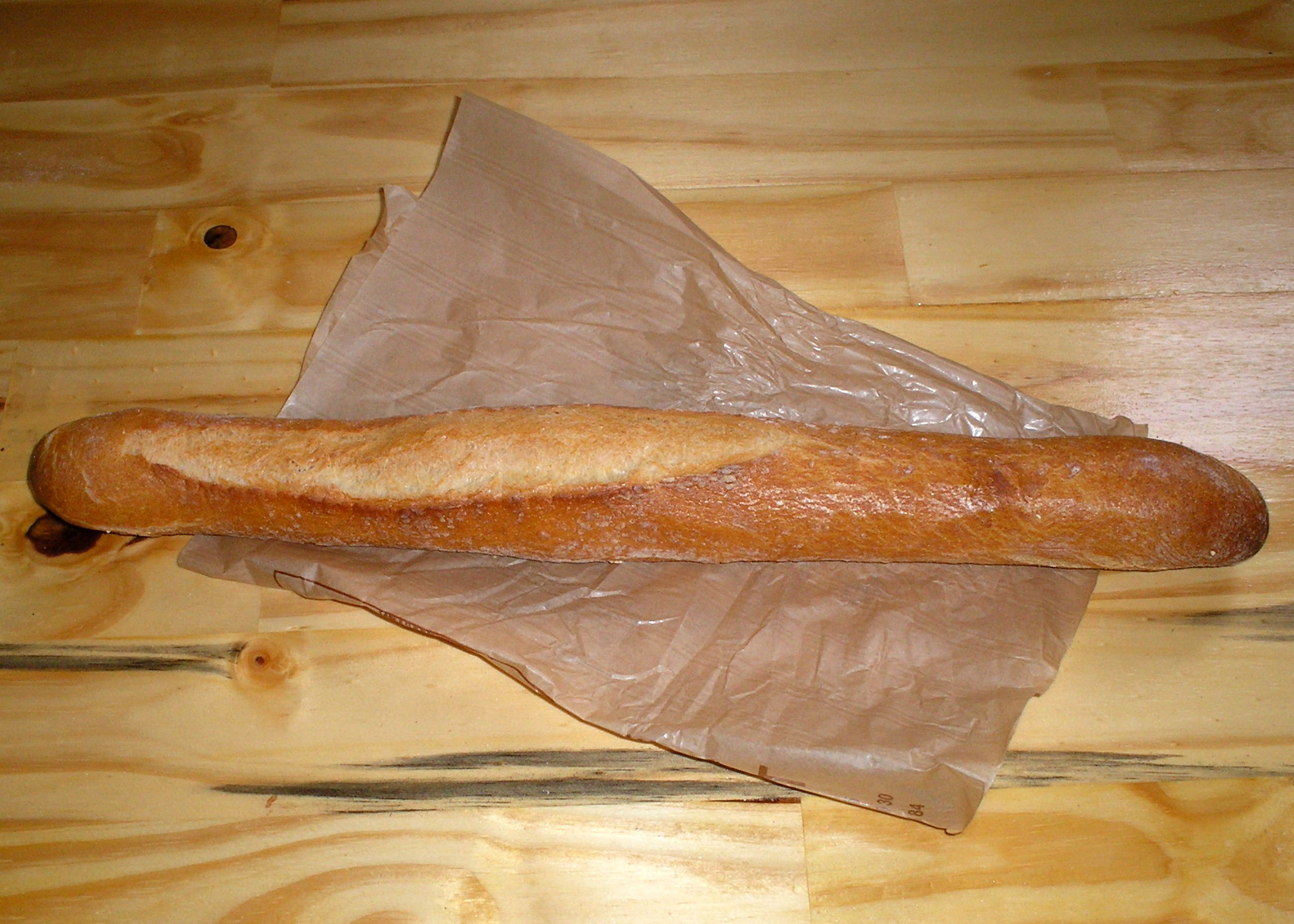
Ficelle sur son papier sulfurisé

La ficelle est une variété de pain français, qualifiée de « petite sœur » de la baguette, en raison de son poids correspondant à celui d'une demi-baguette, soit environ 125 g, et de sa forme fine et allongée.
Dans certaines régions de France, la ficelle est appelée "flûte", tandis que dans d'autres, "flûte" désigne une baguette de taille standard.
Du point de vue visuel, elle se caractérise par une croûte brune croustillante, fissurée sur le dessus, contrastant avec un intérieur plus moelleux voire spongieux, parsemé de poches d'air.
Souvent dégustée en une seule fois, sa petite taille la rendant rapidement sèche, la ficelle peut également être coupée en tranches pour accompagner des trempettes ou servir de base à des amuse-gueules. Les ficelles sont souvent utilisées pour faire des croûtons ou comme portion individuelle lors d'un apéritif, tandis que les baguettes classiques sont plus adaptées à la préparation de sandwiches.
En la grillant, elle acquiert une texture croustillante, parfaite pour accompagner des toasts lors d'événements festifs ou pour tremper dans des sauces. Les tranches de ficelle grillées peuvent être une alternative élégante aux chips, petits pains ou crackers lors d'un apéritif.
La recette de la ficelle suit généralement les mêmes proportions. Cependant, il est possible de la personnaliser en y ajoutant des graines de sésame grillées ou de lin.